# Scaphella evelina
Scaphella evelina är en snäckart som beskrevs av F. M. Bayer 1971. Scaphella evelina ingår i släktet Scaphella och familjen Volutidae. Inga underarter finns listade i Catalogue of Life.